# Alfred J. Noll

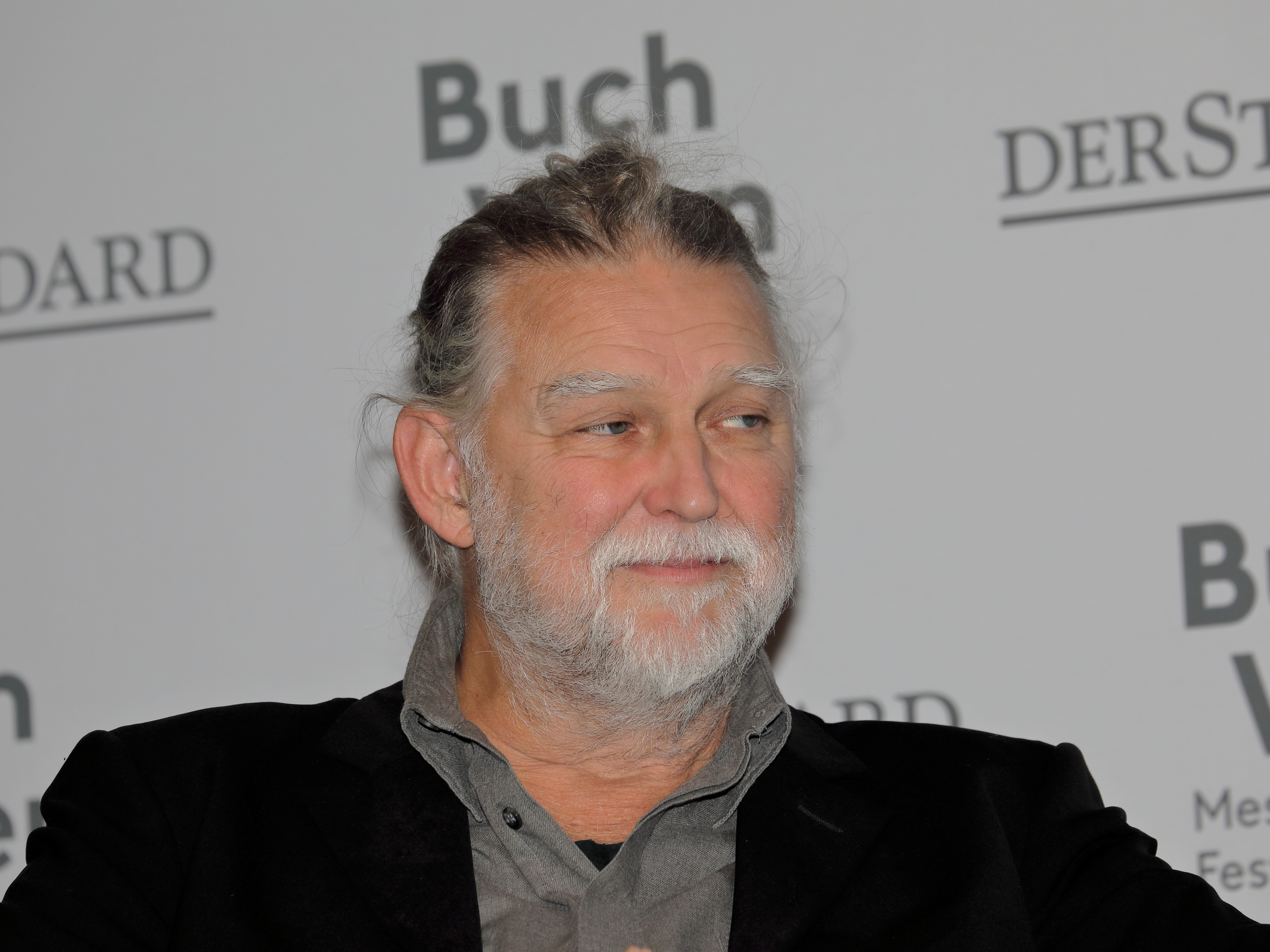
Alfred J. Noll, 2023

Alfred Johannes Noll (* 30. Jänner 1960 in Salzburg) ist ein österreichischer Jurist, Rechtsanwalt, Hochschullehrer, Herausgeber, Sachbuchautor und Politiker (JETZT, zuvor Liste Pilz). Er war von November 2017 bis Oktober 2019 Abgeordneter zum österreichischen Nationalrat. Er moderiert das Radioformat Die Kunst der Demokratie.

## Leben
Alfred J. Noll besuchte 1966 bis 1970 in Salzburg die Volksschule und anschließend bis 1979 in Ebenau das Werkschulheim Felbertal, wo er den Lehrberuf des Radio-, Fernseh- und Fernmeldetechnikers erlernte. Die Ausbildung schloss er dort mit der Gesellenprüfung und der Matura ab. Nach dem Studium der Rechtswissenschaft (1979 bis 1983) und Promotion zum Dr. jur. an der Universität Salzburg studierte er 1983 bis 1985 Soziologie am Institut für Höhere Studien (IHS) in Wien. Er absolvierte 1985/86 das Gerichtsjahr und arbeitete 1986 bis 1992 in mehreren Kanzleien als Konzipient, unter anderem bei Georg Zanger. Seit 1992 ist er Rechtsanwalt in Wien.
1998 habilitierte er sich mit der Schrift Sachlichkeit oder Gleichheit? Eine rechtspolitische Studie über Gesetz und Gleichheit vor dem österreichischen Verfassungsgerichtshof an der Universität für Bodenkultur Wien, wo er ab diesem Jahr Öffentliches Recht lehrte. 2013 wurde ihm der Berufstitel Universitätsprofessor verliehen.
Noll ist Gründer und Mitherausgeber des Journals für Rechtspolitik, Mitglied des wissenschaftlichen Beirates der Zeitschrift Medien und Recht, Ausschussmitglied der Wiener Rechtsanwaltskammer seit 2004 sowie Mitglied der Österreichischen Juristenkommission. Als Experte für Urheberrecht und Medienrecht berät und vertritt er mehrere Medien. Er tritt in noch mehreren Themen als Autor zu juristischen, auch zu allgemein gesellschaftspolitischen und literarischen Belangen hervor und hat sich, z. B. in der Kunstrestitutions-Causa des Bildes Amalie Zuckerkandl von Gustav Klimt, auch internationales Renommee erworben.
Am 25. Juli 2017 wurde bekanntgegeben, dass er bei der Nationalratswahl 2017 für die Liste Peter Pilz, für deren Wahlkampf er 98.000 Euro gespendet hatte, kandidieren werde. Die Liste erhielt 4,41 % der Stimmen und 8 der 183 Sitze.
Noll war vom 9. November 2017 bis zum Ende der 26. Legislaturperiode am 22. Oktober 2019 Abgeordneter zum österreichischen Nationalrat. Zur Nationalratswahl am 29. September 2019 kandidierte er nicht erneut.
Nolls Zwillingstöchter wurden 1981 geboren, ihre Mutter ist die Dipl.-Landschaftsökologin und -gestalterin Ursula Kose.
Journalistische Beiträge von Alfred J. Noll sind zum Beispiel in den Tageszeitungen Der Standard, taz, junge Welt und FAZ erschienen. Im Radiosender Österreich 1 moderiert er seit 2014 – unterbrochen von seiner politischen Funktion – eine Gesprächsreihe vor Publikum im Radiokulturhaus in Wien. Gäste waren bislang unter anderem André Heller, Vea Kaiser, Doris Knecht, Robert Menasse, Peter Rosei, Marlene Streeruwitz, Ilija Trojanow und Josef Winkler.
Als Herausgeber und wissenschaftlicher Autor sowie Übersetzer ist Thomas Hobbes Gegenstand seiner Aktivitäten. Seit 2023 gibt er eine achtbändige Internationale Thomas-Hobbes-Enzyklopädie heraus.

## Auszeichnungen
- 2016: Österreichischer Staatspreis für Kulturpublizistik[11][12] Das Preisgeld in Höhe von € 10.000 ging auf Wunsch des Preisträgers an die Wiener Straßenzeitung Augustin.[13]

## Publikationen (Auswahl)
- Einkommensunterschiede zwischen Männern und Frauen. Fachverlag für Wirtschaft u. Technik, Wien 1984. Forschungsbericht / Institut für Höhere Studien, Wien; No. 202.
- Neutralität, Staatsvertrag, EG-Beitritt. Fortschrittliche Wissenschaft, Wien 1989, ISBN 3-900788-04-9.
- Verfassung. Juristisch-politische und sozialwissenschaftliche Beiträge anlässlich des 70-Jahr-Jubiläums des Bundes-Verfassungsgesetzes. Juristische Schriftenreihe Band 22, Wien 1990. (Hrsg., gemeinsam mit Nikolaus Dimmel)
- Ungehorsam gegen den Staat von Henry David Thoreau/Günther Anders/Alfred J. Noll (ders. auch Hrsg.), mit Tonkassette: Helmut Qualtinger liest Henry David Thoreau, Über die Pflicht zum Ungehorsam gegen den Staat. Edition S, Wien 1990, ISBN 3-7046-0174-8.
- Eduard Rabofsky: Wider die Restauration im Recht. Ausgewählte Artikel und Aufsätze. (Hrsg. gemeinsam mit Wolfgang Maßl und Gerhard Oberkofler). Gesellschaftskritik, Wien 1991, ISBN 3-85115-139-9.
- Justiz unter Druck? Springer, Wien 1991, ISBN 3-211-82290-9 (Wien), ISBN 0-387-82290-9 (New York).
- Bibliographie zur Verfassungsgerichtsbarkeit (Österreich, BRD, USA). Österreichische Staatsdruckerei, Wien und New York 1991, ISBN 3-7046-0245-0.
- Sicherheitspolizeigesetz. Springer, Wien und New York 1991, ISBN 3-211-82323-9 (Wien), ISBN 0-387-82323-9 (New York).
- Internationale Verfassungsgerichtsbarkeit. Österreichische Staatsdruckerei, Wien 1992, ISBN 3-7046-0304-X.
- Neutrales Österreich passé, Eine Collage am offenen Grab in Neutralität oder Euromilitarismus, Das Exempel Österreich (Ecker/Neugebauer), ProMedia, Wien 1993, ISBN 3-900478-65-1.
- Verfassunggebung und Verfassungsgericht. Springer, Wien und New York 1994, ISBN 3-211-82604-1 (Wien), ISBN 0-387-82604-1 (New York).
- Demokratische Gerechtigkeit. Gesellschaftskritik, Wien 1995, ISBN 3-85115-223-9.
- Sachlichkeit statt Gleichheit? Eine rechtspolitische Studie über Gesetz und Gleichheit vor dem österreichischen Verfassungsgerichtshof (zugleich: Habilitationsschrift, Universität für Bodenkultur Wien, 1998, T. 1). Springer, Wien 1996, ISBN 3-211-82836-2.
- Im Prinzip mündig. Gesellschaftskritik, Wien 1996, ISBN 3-85115-235-2.
- Die Verfassung der Republik. Springer, Wien 1997, ISBN 3-211-82938-5.
- Recht contra Medien? Österreich, Wien 1999, ISBN 3-7046-1382-7.
- Gott in die Verfassung? Czernin, Wien 2003, ISBN 3-7076-0160-9.
- Rechtslagen. Czernin, Wien 2004, ISBN 3-7076-0173-0.
- „Rechtsschutz neu“ im Österreich-Konvent? Wien 2004.
- Das Drehbuch. Falter, Wien 2004, ISBN 3-85439-333-4, ISBN 3-85439-342-3.
- Sprachen des Rechts & Recht der Sprache. Gemeinsam mit Manfried Welan, Wien 2004.
- Die Benützung rechtswidriger Vorlagen (Raubkopien) bei der Herstellung digitaler Vervielfältigungsstücke zum privaten Gebrauch. Manz, Wien 2005, ISBN 3-214-07727-9.
- Österreichisches Verlagsrecht. Medien und Recht, Wien 2005, ISBN 3-900741-45-X.
- Kein Anwalt für Antigone! Czernin, Wien 2008, ISBN 978-3-7076-0260-9.
- Soziale Relevanz des Rechts. Festgabe für Johann J. Hagen (Hrsg. gemeinsam mit Nikolaus Dimmel). Mit einem Beitr. in französ. Sprache. Czernin, Wien 2009, ISBN 978-3-7076-0283-8.
- Die Abgelegene. Einige kursorische Anmerkungen zur Österreichischen Unabhängigkeitserklärung 1945 (gemeinsam mit Manfried Welan). Czernin, Wien 2010, ISBN 978-3-7076-0334-7.
- Kannitz. Eine Parabel. Czernin, Wien 2011 (recte: 2010), ISBN 978-3-7076-0344-6.
- Abnehmende Anwesenheit. Ein Pamphlet zur Kunst-Rückgabe in Österreich. Czernin, Wien 2011, ISBN 978-3-7076-0348-4.
- Freiheit der Kunst und/oder Kunst der Freiheit LexisNexis, Wien 2015, ISBN 978-3-7007-6234-8.
- Walther Rode. Aspekte seiner Biografie, gemeinsam mit Roland Knie und Daniela Strigl, Czernin, Wien 2015, ISBN 978-3-7076-0556-3
- Der rechte Werkmeister. Martin Heidegger nach den »Schwarzen Heften«. PapyRossa, Köln 2016, ISBN 978-3-89438-600-9.
- Alfred J. Noll – Wenigstens irritieren (Robert Jelinek/Hrsg.). Der Konterfei 019, 2016, ISBN 978-3-903043-08-4.
- John Locke und das Eigentum. Eine Einführung in den Second Treatise of Government und seine „great foundation of property“. Mit einem Anhang: Friedrich Engels, Die Lage Englands III: Die englische Konstitution (1844). mandelbaum kritik & utopie, Wien 2016, ISBN 978-3-85476-655-1.
- mit Nikolaus Dimmel: Woher? – Wohin? In: Thomas Hofer, Barbara Tóth (Hrsg.): Wahl 2017. Loser, Leaks & Leadership. ÄrzteVerlag, Wien 2017, ISBN 978-3-9503276-4-9, S. 102–117.
- Kritik und Galanterie. Eine Einführung in Montesquieus belletristisches Werk. Reihe Ultramarin 004, Wieser, Klagenfurt / Celovec 2017, ISBN 978-3-99029-266-2.
- Montesquieu in Österreich / Montesquieu en Autriche. Deutsch - französisch. Übersetzt von Nathalie Rouanet-Herlt. Reihe Ultramarin 006, Wieser, Klagenfurt / Celovec 2018, ISBN 978-3-99029-282-2.
- Absolute Mäßigung. Montesquieu und sein L'esprit des loix. PapyRossa, Köln 2018, ISBN 978-3-89438-670-2.
- Wie das Recht in die Welt kommt: Von den Anfängen bis in die frühe Neuzeit. Edition Konturen, Hamburg / Wien 2018, ISBN 978-3-902968-32-6.
- Thomas Hobbes. Eine Einführung. PapyRossa, Köln 2019, ISBN 978-3-89438-711-2.
- Alles, was geschieht, geschieht mit Recht: Staat, Eigentum und moderner Sicherheitsfetischismus. Edition Konturen, Hamburg / Wien 2019, ISBN 978-3-902968-43-2.
- Tätigkeitsbericht der Liste JETZT. Justiz und Verfassung 2017–2019, mit Udo Szekulics und Jakob Tschachler, Czernin, Wien 2020, ISBN 978-3-7076-0702-4.[14]
- Aussichten auf den Öko-Leviathan? Eine Polemik, gemeinsam mit Nikolaus Dimmel, Bahoe Books, Wien 2021, ISBN 978-3-903290-64-8.
- Über das Leben und das Geschichtswerk von Thukydides von Thomas Hobbes. Übersetzt, eingeleitet und herausgegeben von Alfred J. Noll. Czernin, Wien 2022, ISBN 978-3-7076-0766-6.
- mit Nikolaus Dimmel: Recht. Kaputt. Eine Ruinenbesichtigung, Bahoe Books, Wien 2023, ISBN 978-3-903478-03-9.
- Internationale Thomas-Hobbes-Bibliographie, Czernin, Wien 2023, ISBN 978-3-7076-0802-1.
- Von Aberglaube bis Bürgerkrieg. Hobbes-Enzyklopädie (Band I), Czernin, Wien 2023, ISBN 978-3-7076-0805-2.
- Von Cavendish bis Experiment. Hobbes-Enzyklopädie (Band II), Czernin, Wien 2024, ISBN 978-3-7076-0806-9.